# 伊格里齐
伊格里齐，是匈牙利包尔绍德-奥包乌伊-曾普伦州所辖的一个村。总面积19.47平方公里，总人口1238，人口密度63.6人/平方公里（2011年1月1日）。